# كاظم ناصر
كاظم ناصر (مواليد 9 يناير 1960) هو حارس مرمى عراقي لعب سابقا لصالح منتخب العراق في بطولة العالم للشباب لكرة القدم عام 1977.
لعب كاظم لصالح المنتخب الوطني العراقي في عام 1979.